# منطقة إزرع
منطقة  إزرع منطقة سورية إدارية تتبع محافظة درعا ومركزها مدينة إزرع، بلغ تعداد سكان المنطقة 246,915 نسمة حسب التعداد السكاني لعام 2004.

## نواحي منطقة  إزرع
- ناحية مركز إزرع
- ناحية تسيل
- ناحية جاسم
- ناحية الحراك
- ناحية الشيخ مسكين
- ناحية نوى